# Livsstilsprogram
Livsstilsprogram är en tv-programgenre för program som handlar om vardagsliv och livsstil, med ämnen som inredning (inredningsprogram), matlagning (matprogram), hälsa, resor (reseprogram), mode, motor, trädgårdsskötsel, sex, samlevnad och privatekonomi. De är besläktade med faktaprogram och dokumentärer, men har ett tittarperspektiv.
Ett av Sveriges mest populära livsstilsprogram och som sänds flest säsonger i TV, är Äntligen hemma. Ett tidigt svenskt livsstilsprogram var Sköna söndag.